# Adi (langue)
Pour les articles homonymes, voir Adi.
L'adi, aussi connu sous le nom d'abor (Abhor, Abor-Miri) et de lhoba (lho-pa, luoba), est une langue sino-tibétaine du groupe des langues tani  parlé dans l'Arunachal Pradesh, en Inde.

## Dialectes
L'adi comprend un certain nombre de dialectes, dont le padam, le minyong, le shimong, le mising (en) (aussi appelé miri des plaines), et le pasi. 

## Histoire écrite
Depuis 1900, la littérature de la langue adi a été développée par les missionnaires chrétiens. Les missionnaires, J. H. Lorrain et F. W. Savidge, ont publié un dictionnaire abor miri en 1906, avec l'aide de Mupak Mili et Atsong Pertin, considérés comme les pères de la langue adi ou de l'adi écrit.[pas clair]